# Championnat d'Islande de football 1972
Navigation
Saison précédente Saison suivante
La saison 1972 du Championnat d'Islande de football était la 61e édition de la première division islandaise. Les huit clubs jouent les uns contre les autres lors de rencontres disputées en matchs aller et retour.
C'est le Fram Reykjavik qui termine en tête du classement et remporte son 15e titre de champion d'Islande, le premier depuis 10 ans. Autre exploit pour le club champion : il termine la saison invaincue, une performance réalisée pour la dernière fois en 1959.
En bas du classement, le promu, Vikingur Reykjavik, comme en 1970, redescend immédiatement en 2. Deild en fin de saison.

## Les 8 clubs participants
| \| Reykjavik : · Fram - Valur - KR - Vikingur IBV Vestmannaeyjar ÍBK Keflavík ÍA Akranes Breiðablik Kopavogur \| Clubs participants |
| Reykjavik : · Fram - Valur - KR - Vikingur IBV Vestmannaeyjar ÍBK Keflavík ÍA Akranes Breiðablik Kopavogur                          |

| Club                 | Classement 1971 | Stade            | Ville          |
| -------------------- | --------------- | ---------------- | -------------- |
| ÍA Akranes           | 4               | Akranesvöllur    | Akranes        |
| Breiðablik Kopavogur | 7               | Melavöllur       | Kopavogur      |
| Fram Reykjavik       | 3               | Laugardalsvöllur | Reykjavik      |
| ÍBK Keflavík         | 2               | Keflavíkurvöllur | Keflavík       |
| KR Reykjavik         | 6               | Laugardalsvöllur | Reykjavik      |
| Valur Reykjavik      | 5               | Laugardalsvöllur | Reykjavik      |
| IBV Vestmannaeyjar   | 1               | Hásteinsvöllur   | Vestmannaeyjar |
| Vikingur Reykjavik   | 2. Deild        | Laugardalsvöllur | Reykjavik      |

## Compétition

### Classement
Le barème de points servant à établir le classement se décompose ainsi :
- Victoire : 2 points
- Match nul : 1 point
- Défaite : 0 point

| Rang | Équipe               | Pts | J  | G | N | P  | Bp | Bc | Diff |
| ---- | -------------------- | --- | -- | - | - | -- | -- | -- | ---- |
| 1    | Fram Reykjavik       | 22  | 14 | 8 | 6 | 0  | 32 | 17 | +15  |
| 2    | ÍBV Vestmannaeyjar C | 18  | 14 | 7 | 4 | 3  | 37 | 22 | +15  |
| 3    | ÍBK Keflavík T       | 15  | 14 | 5 | 5 | 4  | 26 | 24 | +2   |
| 4    | ÍA Akranes           | 15  | 14 | 7 | 1 | 6  | 24 | 22 | +2   |
| 5    | Valur Reykjavik      | 13  | 14 | 3 | 7 | 4  | 20 | 22 | -2   |
| 6    | Breiðablik Kopavogur | 13  | 14 | 5 | 3 | 6  | 16 | 24 | -8   |
| 7    | KR Reykjavik         | 10  | 14 | 4 | 2 | 8  | 17 | 26 | -9   |
| 8    | Vikingur Reykjavik P | 6   | 14 | 2 | 2 | 10 | 8  | 23 | -15  |

|  | Qualifié pour la Coupe d'Europe des clubs champions 1973-1974 |
|  | Qualifié pour la Coupe des Coupes 1973-1974                   |
|  | Qualifié pour la Coupe UEFA 1973-1974                         |
|  | Relégué en 2. Deild                                           |

### Matchs
| Résultats (▼dom., ►ext.)                                   | Fram | Vik | IBV | Kef | KR  | Val | Akr | Brei |
| Fram Reykjavik                                             |      | 3-3 | 2-0 | 1-1 | 4-0 | 1-1 | 3-0 | 3-1  |
| Vikingur Reykjavik                                         | 0-1  |     | 1-2 | 1-0 | 0-2 | 0-4 | 0-1 | 2-1  |
| ÍBV Vestmannaeyjar                                         | 4-4  | 2-0 |     | 6-1 | 2-1 | 1-1 | 2-3 | 2-3  |
| ÍBK Keflavík                                               | 2-3  | 0-0 | 3-3 |     | 2-1 | 3-3 | 2-0 | 3-4  |
| KR Reykjavik                                               | 2-2  | 1-0 | 0-4 | 1-3 |     | 2-3 | 0-2 | 0-0  |
| Valur Reykjavik                                            | 1-1  | 2-1 | 0-0 | 0-3 | 1-2 |     | 2-2 | 0-1  |
| ÍA Akranes                                                 | 2-3  | 3-0 | 1-4 | 1-3 | 3-2 | 3-0 |     | 3-0  |
| Breiðablik Kopavogur                                       | 0-1  | 1-0 | 2-5 | 0-0 | 0-3 | 2-2 | 1-0 |      |
| - Victoire à domicile - Match nul - Victoire à l'extérieur |      |     |     |     |     |     |     |      |

## Bilan de la saison
| Tableau d'Honneur                 |                    |
| Compétition                       | Vainqueur          |
| Championnat d'Islande de football | Fram Reykjavik     |
| Coupe d'Islande de football       | ÍBV Vestmannaeyjar |
| Supercoupe d'Islande de football  | ÍBK Keflavík       |

| Qualifications européennes                   |                    |
| Coupe d'Europe des clubs champions 1973-1974 | Qualifié           |
| 1er tour                                     | Fram Reykjavik     |
| Coupe des Coupes 1973-1974                   | Qualifié           |
| 1er tour                                     | ÍBV Vestmannaeyjar |
| Coupe UEFA 1973-1974                         | Qualifié           |
| 1er tour                                     | ÍBK Keflavík       |

| Promotion et relégation |                    |
| Relégué en 2. Deild     | Vikingur Reykjavik |
| Promu en 1. Deild       | ÍBA Akureyri       |

## Meilleurs buteurs
| # | Buteurs               | Clubs              | Nb de Buts |
| - | --------------------- | ------------------ | ---------- |
| 1 | Tomas Palsson         | ÍBV Vestmannaeyjar | 15         |
| 2 | Ingi Björn Albertsson | Valur Reykjavik    | 11         |
| 2 | Eyleifur Hafsteinsson | ÍA Akranes         | 11         |
| 4 | Steinar Johansson     | ÍBK Keflavík       | 9          |
| 5 | Erlendur Magnusson    | Fram Reykjavik     | 8          |
| 5 | Atli þor Hedinsson    | KR Reykjavik       | 8          |